# Naturschutzgebiet Die Emst
Das Naturschutzgebiet Die Emst ist ein 4,48 ha großes Naturschutzgebiet (NSG) im Stadtgebiet von Iserlohn im Märkischen Kreis in Nordrhein-Westfalen. Das NSG wurde 1997 vom Kreistag des Märkischen Kreises mit dem Landschaftsplan Nr. 4 Iserlohn ausgewiesen. Das Naturschutzgebiet Sonderhorst liegt westlich nur etwa 100 m entfernt. Das NSG besteht aus zwei Teilflächen (hier und hier).

## Gebietsbeschreibung
Bei dem NSG handelt es sich um einen Kalkbuchenwald und Halbtrockenrasen. Ein Teil des NSG ist mit ehemaligem Niederwald bestockt.

## Schutzzweck
Das Naturschutzgebiet wurde zur Erhaltung und Entwicklung eines Waldes und als Lebensraum gefährdeter Tier- und Pflanzenarten ausgewiesen. Wie bei anderen Naturschutzgebieten in Deutschland wurde in der Schutzausweisung darauf hingewiesen, dass das Gebiet „wegen der landschaftlichen Schönheit und Einzigartigkeit“ zum Naturschutzgebiet wurde.